# Plantago arenaria
Plantago arenaria là một loài thực vật có hoa trong họ Mã đề. Loài này được Waldst. & Kit. miêu tả khoa học đầu tiên năm 1801.

## Hình ảnh

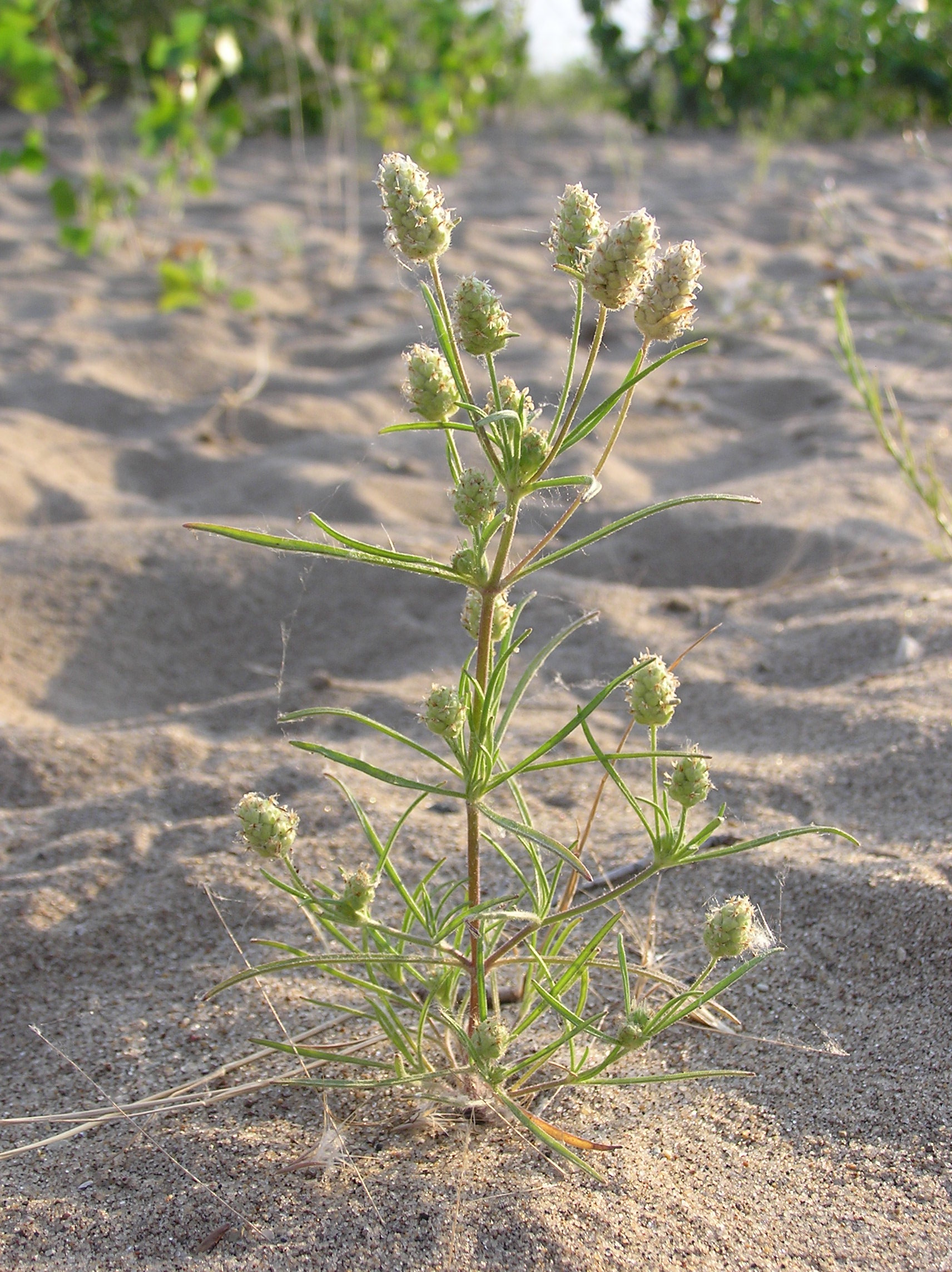
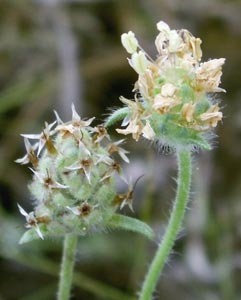
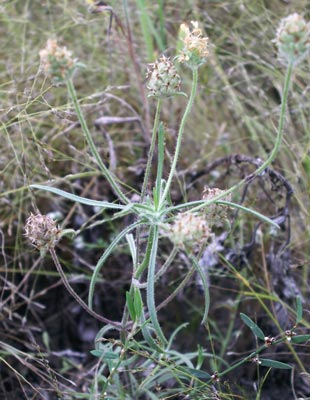
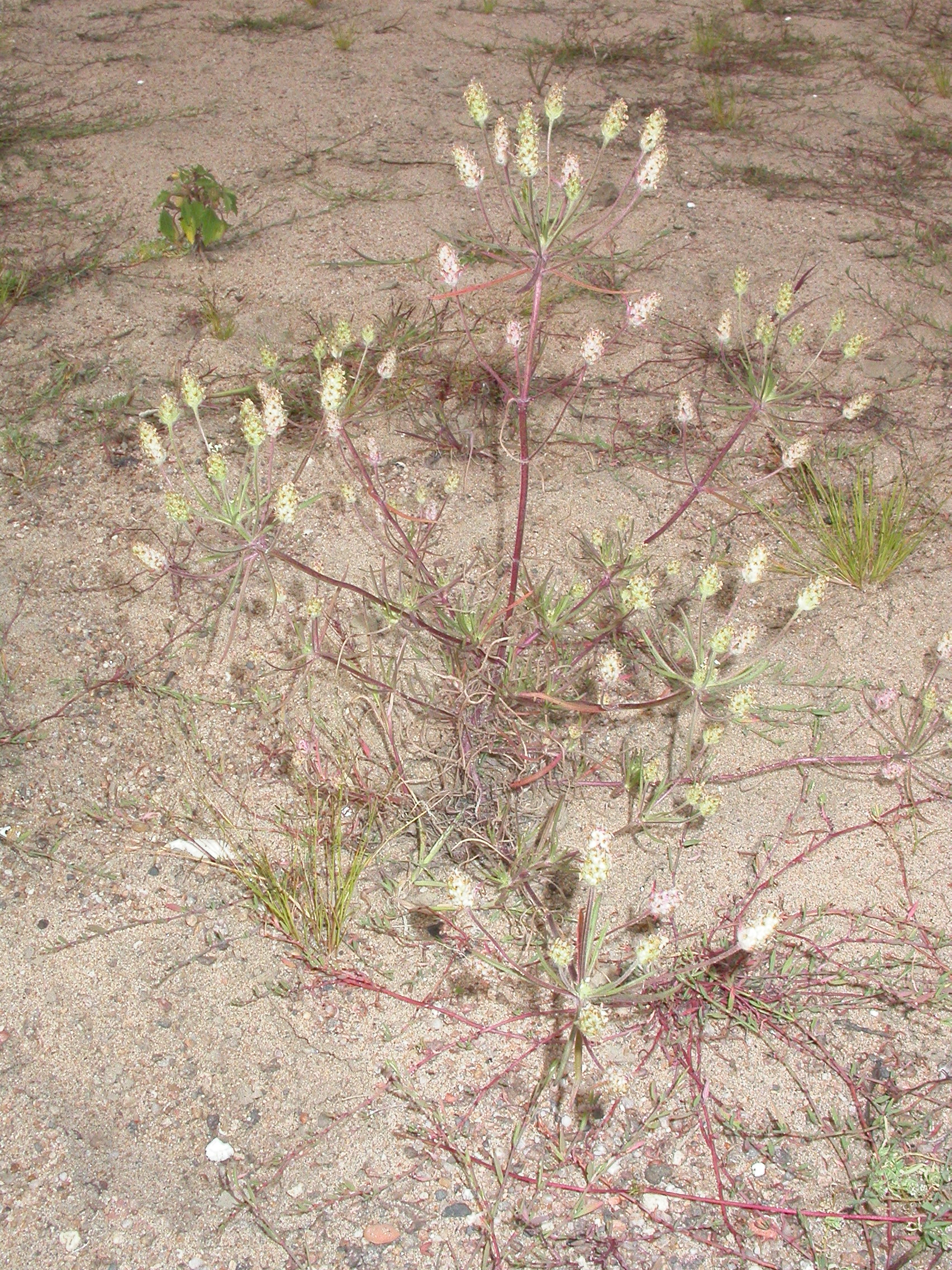